# Europawahl in Portugal 2004
- BE: 1
- CDU: 2
- PS: 12
- PSD: 7
- PP: 2

Die Europawahl in Portugal 2004 fand am 13. Juni 2004 statt. Sie wurde im Zuge der EU-weit stattfindenden Europawahl 2004 durchgeführt, wobei in Portugal 24 der 732 Sitze im Europäischen Parlament vergeben wurden. Im Rahmen der Aufnahme zehn neuer EU-Mitglieder zum 1. Mai 2004, verlor Portugal einen Sitz im Europaparlament. Die Wahl erfolgte nach dem Verhältniswahlrecht ohne Sperrklausel, wobei ganz Portugal als einheitlicher Wahlkreis galt.
Bei der Europawahl 1999 hatten sich die damals noch 25 portugiesischen Sitze zwischen vier Parteien aufgeteilt: Partido Socialista (PS, 12 Sitze), Partido Social Democrata (PSD, 9 Sitze), Centro Democrático e Social – Partido Popular (CDS-PP, 2 Sitze) und Coligação Democrática Unitária (CDU, 2 Sitze). Bei der Wahl 2004 verloren PSD und CDS-PP trotz gemeinsamer Listenverbindung deutlich an Stimmen und damit zwei Sitze. Erstmals zog der Bloco de Esquerda mit einem Abgeordneten ins Europaparlament ein. Die Wahlbeteiligung lag bei 38,6 Prozent und damit deutlich unterhalb des europaweiten Durchschnitts von 45,6 Prozent.

## Wahlergebnisse
| [ 1 ] [ 2 ]       | 2004      | 2004  | 1999      | 1999  | Differenz 2004–1999 | Differenz 2004–1999 |
| [ 1 ] [ 2 ]       | Anzahl    | %     | Anzahl    | %     | Anzahl              | %                   |
| ----------------- | --------- | ----- | --------- | ----- | ------------------- | ------------------- |
| Wahlberechtigte   | 8.821.456 | 100,0 | 8.748.600 | 100,0 |                     |                     |
| Wahlbeteiligung   | 3.404.782 | 36,8  | 3.394.356 | 38,8  |                     |                     |
| Leere Stimmen     | 87.442    | 2,6   | 87.193    | 2,57  |                     |                     |
| Ungültige Stimmen | 47.224    | 1,4   | 47.344    | 1,39  |                     |                     |
| Gültige Stimmen   | 3.270.116 | 96,0  | 32.59819  | 96,04 |                     |                     |

| Liste           | EP-Fraktion | Stimmen 2004 | Stimmen 2004 | Sitze 2014 | Stimmen 1999 | Stimmen 1999 | Sitze 2009 | Differenz 2004–1999 | Differenz 2004–1999 | Differenz 2004–1999 |
| Liste           | EP-Fraktion | Anzahl       | %            | Sitze 2014 | Anzahl       | %            | Sitze 2009 | Stimmen             | %                   | Sitze               |
| --------------- | ----------- | ------------ | ------------ | ---------- | ------------ | ------------ | ---------- | ------------------- | ------------------- | ------------------- |
| PS              | SOZ         | 1.516.001    | 44,53        | 12         | 1.493.146    | 43,07        | 12         | 22.855              | +1,46               | ±0                  |
| Força Portugal1 | EVP-ED      | 1.132.769    | 33,27        | 9          | (1.361.595)  | (39,27)      | (11)       | –228.826            | –6,00               | –2                  |
| 1999: PSD       | EVP-ED      | —            | —            | —          | 1.078.528    | 31,11        | 9          | —                   | —                   | —                   |
| 1999: CDS-PP    | UEN         | —            | —            | —          | 283.067      | 8,16         | 2          | —                   | —                   | —                   |
| CDU             | GUE-NGL     | 309.401      | 9,09         | 2          | 357.671      | 10,32        | 2          | –48.270             | +1,23               | ±0                  |
| BE              | GUE-NGL     | 167.313      | 4,91         | 1          | 61.920       | 1,79         | —          | 105.393             | +3,12               | +1                  |
| PCTP/MRPP       |             | 36.294       | 1,07         | —          | 30.446       | 0,88         | —          | +5.848              | +0,19               | —                   |
| PND             |             | 33.833       | 0,99         | —          | —.           | —            | —          | —                   | —                   | —                   |
| PPM             |             | 15.454       | 0,45         | —          | 16.182       | 0,47         | —          | –728                | +0,02               | —                   |
| MD              |             | 13.840       | 0,41         | —          | —            | —            | —          | —                   | —                   | —                   |
| MPT             |             | 13.671       | 0,40         | —          | 13.924       | 0,40         | —          | –253                | ±0,00               | —                   |
| PH              |             | 13.272       | 0,39         | —          | —            | —            | —          | —                   | —                   | —                   |
| PNR             |             | 8.405        | 0,25         | —          | —            | —            | —          | —                   | —                   | —                   |
| PDA             |             | 5.588        | 0,16         | —          | 5.089        | 0,15         | —          | +499                | +0,01               | —                   |
| POUS            |             | 4.275        | 0,13         | —          | 5.565        | 0,16         | —          | –1.290              | –0,03               | —                   |

1 1999 traten PSD und CDS-PP einzeln an

## Gewählte Abgeordnete

### Partido Socialista
- António Luís Santos Costa
- Ana Maria Rosa Martins Gomes
- Francisco José de Assis Miranda
- Elisa Maria da Costa Ferreira
- José Paulo Martins Casaca
- Sérgio Paulo Mendes de Sousa Pinto
- Fausto de Sousa Correia
- Edite de Fátima Santos Estrela
- Luis Manuel Capoulas Santos
- Jamila Bárbara Madeira e Madeira
- Emanuel Jardim Fernandes
- Manuel António dos Santos

### Força Portugal
Für die Listenverbindung wurden neun Abgeordnete für die PSD und zwei für das CDS-PP gewählt.
- João de Deus Salvador Pinheiro
- Vasco Navarro da Graça Moura
- Maria da Assunçäo Andrades Esteves
- Luís Afonso Cortêz Rodrigues Queiró
- José Albino da Silva Peneda
- Mário Sérgio Gonçalves Marques
- Duarte Nuno d'Avilá de Freitas
- Carlos Miguel de Almeida Coelho
- José Duarte Ribeiro e Castro

### Coligação Unitária Democrática
Für die Listenverbindung sind beide Abgeordnete von der PCP gewählt.
- Maria Ilda da Costa Figueiredo
- Sérgio José Ferreira Ribeiro

### Bloco de Esqueda
- Miguel Sacadura Cabral Portas